# Conseil d'État du canton de Zurich
Pour les autres articles nationaux ou selon les autres juridictions, voir Conseil d'État.
Le Conseil d'État du canton de Zurich (en allemand : Regierungsrat des Kantons Zürich) est le gouvernement du canton de Zurich, en Suisse. 

## Description
Le Conseil d'État est une autorité collégiale, composée de sept membres.
Le président du gouvernement (Regierungspräsident), en son absence le vice-président (Vizepräsident), dirige les activités du collège.
Chaque conseiller d'État est à la tête d'un département (en allemand : Direktion). Les départements portent les noms suivants :
- Direction de la justice et de l'intérieur (Direktion der Justiz und des Innern)
- Direction de la sécurité (Sicherheitsdirektion)
- Direction des finances (Finanzdirektion)
- Direction de l'économie (Volkswirtschaftsdirektion)
- Direction de la santé (Gesundheitsdirektion)
- Direction de la formation (Bildungsdirektion)
- Direction des travaux publics (Baudirektion).

## Élection et durée du mandat
Les membres du Conseil d'État sont élus au scrutin majoritaire à deux tours, en même temps que le Conseil cantonal, pour une durée de quatre ans. Ils sont élus par le peuple depuis 1869.
Le président et le vice-président sont élus pour un an par le Conseil d'État, selon le principe d'ancienneté. Leur mandat commence le 1er mai et prend fin le 30 avril.

## Composition

### Législature 2023-2027
Date de l'élection : 13 février 2023
- Jacqueline Fehr (PS), direction de la justice et de l'intérieur
- Mario Fehr (ex-PS), direction de la sécurité
- Martin Neukom (Les Verts), direction des travaux publics
- Natalie Rickli (UDC), direction de la santé
- Silvia Steiner (Le Centre), direction de la formation
- Ernst Stocker (UDC), direction des finances
- Carmen Walker Späh (PLR), direction de l'économie

### 2019-2023
Date de l'élection : 24 mars 2019
- Jacqueline Fehr (PS), direction de la justice et de l'intérieur, présidente en 2021-22
- Mario Fehr (ex-PS), direction de la sécurité
- Martin Neukom (Les Verts), direction des travaux publics
- Natalie Rickli (UDC), direction de la santé
- Silvia Steiner (Le Centre), direction de la formation, présidente en 2020-21
- Ernst Stocker (UDC), direction des finances
- Carmen Walker Späh (PLR), direction de l'économie, présidente en 2019-20

### 2015-2019
- Jacqueline Fehr
- Mario Fehr, président en 2016-17
- Thomas Heiniger (PLR), direction de la santé[13], président en 2018-19
- Markus Kägi (UDC), direction des travaux publics[13], président en 2017-18
- Silvia Steiner
- Ernst Stocker, président en 2015-16
- Carmen Walker Späh

### 2011-2015
- Regine Aeppli (PS), présidente en 2014-15
- Mario Fehr
- Martin Graf (de) (Verts)
- Ursula Gut (PLR), présidente en 2011-12
- Thomas Heiniger (PLR), président en 2013-14
- Markus Kägi, président en 2012-13
- Ernst Stocker

### 2007-2011
Élection : 15 avril 2007
- Regine Aeppli (PS)
- Rita Fuhrer (UDC)
- Ursula Gut (PRD)
- Thomas Heiniger (PRD)
- Markus Kägi (UDC)
- Hans Hollenstein (de) (PDC)
- Markus Notter (PS)

### Bases légales
- Constitution du canton de Zurich (Cst./ZH) du 27 février 2005 (état le 17 décembre 2018), RS 131.211.
- Gesetz über die Organisation des Regierungsrates und der kantonalen Verwaltung (OG RR/ZH) du 6 juin 2005, ZH 172.1
- Verordnung über die Organisation des Regierungsrates und der kantonalen Verwaltung (VOG RR) du 18 juillet 2007, ZH 172.11